# Josip Doljak
Josip Doljak, slovenski pravnik, sodnik in politik, * 29. maj 1820, Grgar, † 17. maj 1861, Trst.

## Življenje in delo
Josip Doljak, brat M. Doljaka, je po končanem študiju prava služboval v Paviji in Milanu (1850-1858) in od 1858 kot svetnik deželnega sodišča v Trstu, kjer je deloval tudi pri čitalnici (predsednik začasnega odbora Narodne slovanske čitavnice, 1861). V Gorici je bil nekaj časa predsednik Slavljanskega bralnega društva.
Leta 1848 je bil izvoljen v dunajski državni zbor kot zastopnik goriškega volilnega okraja. Bil je zelo aktiven poslanec, vendar si je zaradi nazadnjaških stališč v zvezi z zemljiško odvezo zapravil zaupanje volivcev in že oktobra 1848 odložil   mandat in se ni več vidno udeleževal političnega življenja. S članki v časopisih je deloval tudi publicistično. Zavzemal se je za upravno združitev vseh slovenskih dežel.
Njegova hčerka je bila slovenska pisateljica in pesnica Pavlina Pajk. 